# DnaB helikaza
DnaB helikaza je bakterijski enzim koji otvara replikacionu viljušku tokom replikacije DNK. Mehanizam kojim DnaB izvodi ATP hidrolizu radi translokacije duž DNK i denaturiše dupleks nije poznat. Promena kvaternarne strukture proteina koja obuhvata dimerizaciju -terminusnog domena je uočena i moguće je da do nje dolazi tokom enzimskog ciklusa. Kad se DnaB inicijalno veže za dnaA, on se asociara sa dnaC, negativnim regulatorom. Nakon DnaC disocijacije, DnaB se vezuje za dnaG.
N-terminal ima multiheliksnu strukturu koja formira ortogonalni svežanj. C-terminusni domen sadrži mesto vezivanja ATP-a.

## Literatura
- Nicholas C. Price; Lewis Stevens (1999). Fundamentals of Enzymology: The Cell and Molecular Biology of Catalytic Proteins (Third изд.). USA: Oxford University Press. ISBN 019850229X.
- Eric J. Toone (2006). Advances in Enzymology and Related Areas of Molecular Biology, Protein Evolution (Volume 75 изд.). Wiley-Interscience. ISBN 0471205036.
- Branden C; Tooze J. Introduction to Protein Structure. New York, NY: Garland Publishing. ISBN 0-8153-2305-0.
- Irwin H. Segel. Enzyme Kinetics: Behavior and Analysis of Rapid Equilibrium and Steady-State Enzyme Systems (Book 44 изд.). Wiley Classics Library. ISBN 0471303097.

## Spoljašnje veze
- DnaB+Helicases на 